# Кочетков, Дмитрий Ермолаевич
Дми́трий Ермола́евич Кочетко́в (22 августа 1905 — 27 июня 1967) — советский военачальник, деятель в сфере машиностроения и танкостроения, заместитель Народного комиссара танковой промышленности СССР (1944—1946), заместитель Народного комиссара (с 1946 года — заместитель министра) транспортного машиностроения СССР (1942—1950). Генерал-майор инженерно-технической службы (21 января 1945 года), Герой Социалистического Труда (20 января 1943 года).

## Биография
Родился в Аркадаке (ныне — Саратовская область).
В 1927 году окончил Саратовский индустриальный техникум, после чего в 1928 году вступил в ВКП(б).
С 1931 по 1940 год начальник цехов и помощник директора 1-го государственного автомобильного завода имени И. В. Сталина (ЗИС, впоследствии — автомобильный завод имени И. А. Лихачева) в Москве. В 1940 году возглавил завод транспортного машиностроения № 75 в Харькове. В 1941 году завод был эвакуирован в Свердловск (ныне — Екатеринбург) и начал свою работу на промышленной площадке Уральского турбинного завода. Кочетков продолжил руководить предприятием и в эвакуации, будучи назначен директором новообразованного завода № 76 Наркомата танковой промышленности СССР (с 1948 года — Уральский турбомоторный завод).
Под руководством Дмитрия Кочеткова в годы Великой Отечественной войны в кратчайшие сроки завод освоил серийный выпуск танковых дизель-моторов для танков Т-34 и
. Руководство страны высоко оценило труды сотрудников завода — в соответствии с указами Президиума Верховного Совета СССР от 5 июня 1942 года и от 20 января 1943 года за образцовое выполнение заданий правительства завод № 76 НКТП СССР был награждён орденами Ленина и Трудового Красного Знамени.
20 января 1943 года Указом Президиума Верховного Совета СССР за «выдающиеся заслуги в деле организации производства, конструирования и усовершенствования танков и умелое руководство заводом» Дмитрию Ермолаевичу Кочеткову присвоено звание Героя Социалистического Труда с вручением ордена Ленина и золотой медали «Серп и Молот». Стал первым работником завода № 76 НКТП СССР, удостоенным этого высокого звания.
В 1944 году Кочетков был назначен заместителем Народного комиссара танковой промышленности СССР, в 1945 году переведён в Народный комиссариат транспортного машиностроения СССР также на должность заместителя наркома. В 1946 году при образовании в СССР министерств вместо наркоматов сохранил должность, до 1950 года занимая пост заместителя Министра транспортного машиностроения СССР.
Скончался 27 июня 1967 года в Москве. Похоронен на Кузьминском кладбище.

## Награды
- Герой Социалистического Труда (20 января 1943 года)
- 2 ордена Ленина (1941, 20 января 1943 года)
- орден Кутузова II степени
- орден Отечественной войны 1-й и 2-й степеней
- орден Трудового Красного Знамени
- орден Красной Звезды
- медаль «За победу над Германией в Великой Отечественной войне 1941—1945 гг.»
- другие медали

## Память
- 6 мая 1985 года в Екатеринбурге, в память о Дмитрии Кочеткове была установлена мемориальная доска на доме, в котором он жил с 1941 по 1943 год (улица Краснофлотцев, дом 7)[3][4].